# Stenotabanus aberrans
Stenotabanus aberrans är en tvåvingeart som beskrevs av Philip 1966. Stenotabanus aberrans ingår i släktet Stenotabanus och familjen bromsar. Inga underarter finns listade i Catalogue of Life.